# Ballangen
Ballangen – norweskie miasto i gmina leżąca w regionie Nordland.
Ballangen jest 116. norweską gminą pod względem powierzchni.
W Ballangen urodziła się Anni-Frid Lyngstad.

## Demografia
Według danych z roku 2005 gminę zamieszkuje 2736 osób. Gęstość zaludnienia wynosi 2,94 os./km². Pod względem zaludnienia Ballangen zajmuje 289. miejsce wśród norweskich gmin.
| ludność stan na 1 stycznia 2005 |         |           |       |
|                                 | kobiety | mężczyźni | razem |
| osób                            | 1386    | 1350      | 2736  |
| %                               | 50,66%  | 49,34%    | 100%  |

| wykształcenie stan na 1 października 2004 |            |         |        |          |
|                                           | podstawowe | średnie | wyższe | nieznane |
| osób                                      | 652        | 1274    | 230    | 47       |
| %                                         | 29,6%      | 57,83%  | 10,44% | 2,13%    |

## Edukacja
Według danych z 1 października 2004:
- liczba szkół podstawowych (norw. grunnskolar): 4
- liczba uczniów szkół podst.: 345

## Władze gminy
Według danych na rok 2011 administratorem gminy (norw. rådmann) jest Svenn Ole Wiik, natomiast burmistrzem (norw. ordfører, d. borgermester) jest Anne Rita Nicklasson.